# Alfio Contini
Alfio Contini (* 12. September 1927 in Castiglioncello; † 23. März 2020) war ein italienischer Kameramann.

## Leben
Contini studierte Architektur und kam dann als Kameraassistent zum Film. Unter den von ihm mitgestalteten Filmen finden sich sowohl mehrere Bud-Spencer-Filme als auch Dramen, Italo-Western und Sexfilme. Aus seinem gesamten Werk ragen Zabriskie Point unter der Regie von Michelangelo Antonioni und Die Troerinnen von Michael Cacoyannis heraus.

## Filmografie (Auswahl)
- 1960: Königin der Barbaren (La regina dei tartari)
- 1961: Kadmos – Tyrann von Theben (Arrivano i titani)
- 1962: Sodom und Gomorrha (Sodom and Gomorrah)
- 1962: Verliebt in scharfe Kurven (Il sorpasso)
- 1963: I mostri
- 1964: Der Donnerstag (Il giovedì)
- 1965: Die Todesminen von Canyon City (¡Que viva Carrancho!)
- 1966: Yankee
- 1967: Gott vergibt – Django nie! (Dio perdona… io no!)
- 1969: Zabriskie Point
- 1970: Die Frau des Priesters (La moglie del prete)
- 1971: Die Troerinnen (The Trojan Women)
- 1974: Castigata – Die Gezüchtigte (Flavia, la monaca musulmana)
- 1974: Der Nachtportier (Il portiere di notte)
- 1979: Der Millionenfinger (Mani di velluto)
- 1980: Exit … Nur keine Panik
- 1980: Der gezähmte Widerspenstige (Il bisbetico domano)
- 1980: Meine Frau ist eine Hexe (Mia moglie è una strega)
- 1982: Das Mädchen von Triest (La ragazza di Trieste)
- 1982: Bingo Bongo
- 1986: Der Brummbär (Il burbero)
- 1987: Renegade (Renegade)
- 1991: Wenn man vom Teufel spricht (Un piede in paradiso)
- 1995: Jenseits der Wolken (Al di là delle nuvole)
- 2002: Ripley’s Game